# Эванс, Лютер
Лютер Эванс (13 октября 1902, Сайерсвилл, Техас, США — 23 декабря 1981, Сан-Антонио, Техас, США) — американский библиотековед, политолог и специалист в области международных отношений.

## Биография
Родился 13 октября 1902 года в Сайерсвилле. В 1920 году поступил в Техасский университет в Остине, который он окончил в 1925 году и получил не только диплом, ну а также степень магистра наук. В 1935 году был принят на работу в Библиотеку Конгресса США в качестве библиотекаря и проработал вплоть до 1939 года, после чего избран директором справочной службы по вопросам законодательства и проработал вплоть до 1944 года. В 1945 году был избран директором Библиотеки Конгресса США, данную должность он занимал вплоть до 1953 года. Благодаря его директорству, возросло количество читателей. В 1953 году был избран генеральным директором ЮНЕСКО, данную должность он занимал вплоть до 1958 года. В 1960-е годы вернулся в Техасский университет, где он работал консультантом по международным исследованиям вплоть до 1971 года, после чего ушёл на пенсию.
Скончался 23 декабря 1981 года в Сан-Антонио.

## Членство в обществах
- 1971—81 — Член Американской библиотечной ассоциации.